# Koryfes Orous Smolikas
Koryfes Orous Smolikas este o arie protejată (arie specială de conservare — SAC, sit de importanță comunitară — SCI, arie de protecție specială avifaunistică — SPA) din Grecia întinsă pe o suprafață de 19.706 ha, integral pe uscat.

## Localizare
Centrul sitului Koryfes Orous Smolikas este situat la coordonatele 40°04′43″N 20°55′25″E / 40.078742°N 20.923546°E.

## Înființare
Situl Koryfes Orous Smolikas a fost declarat sit de importanță comunitară în august 1996 pentru a proteja 1 specie de plante și 53 de specii de animale. Alte tipuri de protecție:
- arie de protecție specială avifaunistică (în octombrie 2001)[3]
- arie specială de conservare (în martie 2011)[2][4][5]

## Biodiversitate
Situată în ecoregiunea mediteraneană, aria protejată conține 10 habitate naturale: Lande oro-mediteraneene cu formațiuni endemice de grozamă, Grohotișuri est-mediteraneene, Păduri de fag Luzulo-Fagetum, Păduri de fag din Europa Centrală dezvoltate pe sol calcaros cu Cephalanthero-Fagion, Păduri aluvionare cu Alnus glutinosa și Fraxinus excelsior (Alno-Padion, Alnion incanae, Salicion albae), Păduri panonice-balcanice de stejar turcesc - stejar sesil, Păduri de Quercus trojana, Păduri de fag elene cu Abies borisii-regis, Păduri de pin (sub-) mediteraneene cu pini negri endemici, Păduri de pin oro-mediteraneene de altitudine.
La baza desemnării sitului se află mai multe specii protejate:
- plante (1): Botrychium simplex
- păsări (49): fluierar de munte (Actitis hypoleucos), minunița (Aegolius funereus), pescăruș albastru (Alcedo atthis), fâsă-de-câmp (Anthus campestris), fâsă de pădure (Anthus spinoletta), fâsă de pădure (Anthus trivialis), lăstunul mare (Apus apus), stârc cenușiu (Ardea cinerea), buha (Bubo bubo), șorecarul comun (Buteo buteo), caprimulg (Caprimulgus europaeus), rândunică roșcată (Cecropis daurica), șerpar (Circaetus gallicus), cuc (Cuculus canorus), lăstun de casă (Delichon urbicum), ciocănitoare cu spate alb (Dendrocopos leucotos), ciocănitoare de grădină (Dendrocopos syriacus), ciocănitoare neagră (Dryocopus martius), presură de grădină (Emberiza hortulana), măcăleandru (Erithacus rubecula), șoim călător (Falco peregrinus), șoimul rândunelelor (Falco subbuteo), cinteză (Fringilla coelebs), rândunică (Hirundo rustica), capîntortură (Jynx torquilla), sfrâncioc roșiatic (Lanius collurio), Leiopicus medius, ciocârlie de pădure (Lullula arborea), privighetoare (Luscinia megarhynchos), prigoare (Merops apiaster), mierlă de piatră (Monticola saxatilis), codobatură galbenă (Motacilla alba), codobatură de munte (Motacilla cinerea), muscar sur (Muscicapa striata), pietrar sur (Oenanthe oenanthe), grangur (Oriolus oriolus), ciuf-pitic (Otus scops), viespar (Pernis apivorus), codroș de munte (Phoenicurus ochruros), pitulice de munte (Phylloscopus collybita), mărăcinar (Saxicola rubetra), turturică (Streptopelia turtur), graur (Sturnus vulgaris), silvie roșcată (Sylvia cantillans), silvie de câmp (Sylvia communis), Tachymarptis melba, sturz-cântător (Turdus philomelos), mierlă gulerată (Turdus torquatus), pupăză (Upupa epops)
- amfibieni (2): izvoraș-cu-burta-galbenă (Bombina variegata), Triturus macedonicus
- mamifere (1): vidră de râu (Lutra lutra)
- pești (1): Barbus prespensis

Pe lângă speciile protejate, pe teritoriul sitului au mai fost identificate 31 de specii de plante, 12 specii de păsări, 2 specii de amfibieni, 2 specii de mamifere, 2 specii de nevertebrate, 3 specii de pești.